# 塔拉甘特省

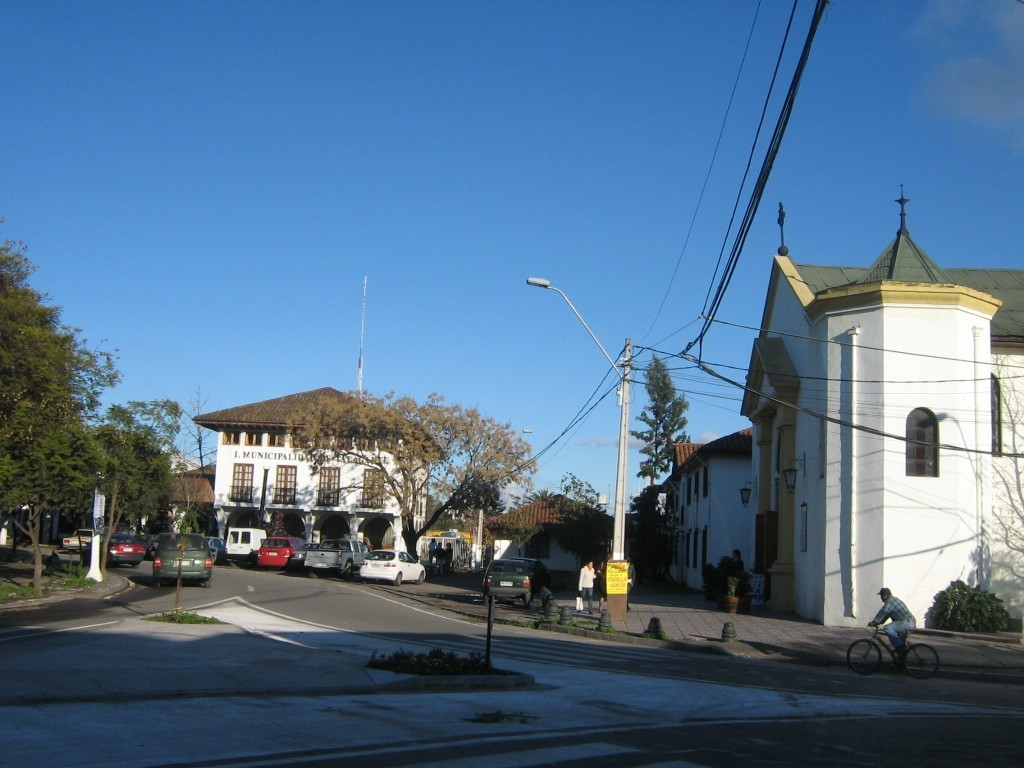

塔拉甘特省（西班牙語：Provincia de Talagante）是智利的54個省份之一，位於該國中部，由聖地亞哥首都大區負責管轄，首府設於塔拉甘特，面積582平方公里，2002年人口217,449，人口密度每平方公里373.6人。